# Зони, вільні від ЛГБТ

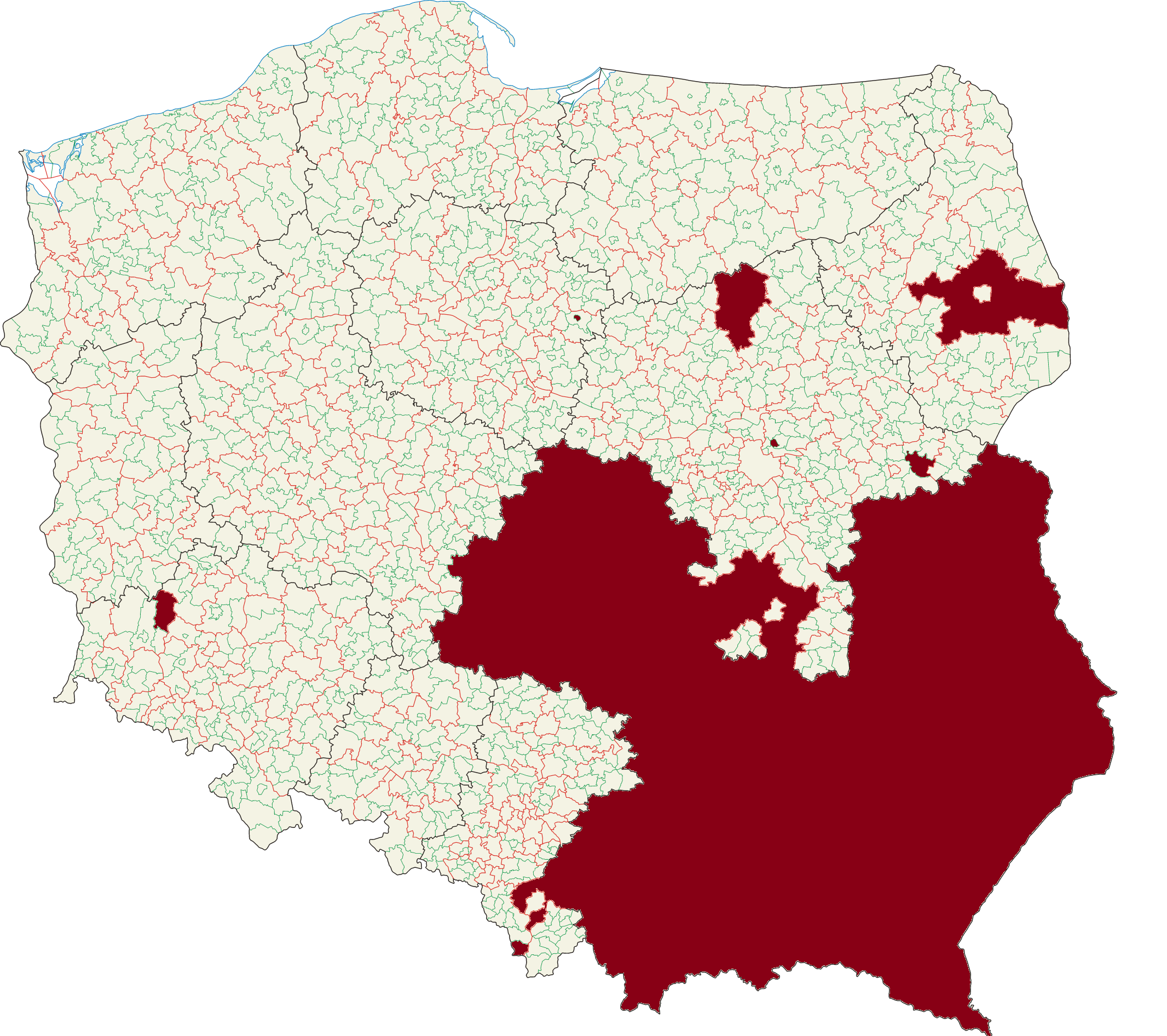
Воєводства, повіти та гміни, позначені червоним, прийняли резолюції проти ЛГБТ до січня 2020 року. З тих пір багато резолюцій проти ЛГБТ були скасовані. Актуальну карту можна знайти тут.

Зони, вільні від ЛГБТ (пол. Strefy wolne od LGBT) або зони, вільні від «ідеології ЛГБТ» (пол. Strefy wolne od ideologii LGBT) — муніципалітети та регіони Польщі, які оголосили себе непривітними до ідеології ЛГБТ, з метою заборони маршів рівності та інших заходів ЛГБТ. До червня 2020 року близько 100 муніципалітетів (map) і п'яти воєводств, що охоплюють третину території країни, прийняли резолюції, які були охарактеризовані як «зони, вільні від ЛГБТ». У вересні 2021 року чотири воєводства скасували заходи після того, як ЄС погрожував припинити фінансування. Уповноважений з прав людини Польщі оскаржив кілька резолюцій щодо зон, вільних від ЛГБТ, і 28 червня 2022 року вищий апеляційний суд Польщі підтвердив рішення судів нижчої інстанції, які скасували ці резолюції, скасувавши їх у чотирьох муніципалітетах. Прихильники стверджують, що зони захищають традиційні сімейні цінності, а противники стверджують, що зони підривають права ЛГБТ.
Більшість ухвалених резолюцій лобіювала ультраконсервативна католицька організація Ordo Iuris. Незважаючи на те, що ці декларації є невиконуваними та передусім символічними, вони є спробою стигматизувати ЛГБТ. The Economist вважає зони «юридично безглуздим трюком з практичним ефектом оголошення відкритого сезону для геїв». У звіті за грудень 2020 року Комісар Ради Європи з прав людини заявив, що «ці декларації та хартії не просто слова на папері, а безпосередньо впливають на життя ЛГБТІ в Польщі».
18 грудня 2019 року Європейський парламент проголосував голосами 463 «за» та 107 «проти» за засудження понад 80 таких зон у Польщі. У липні 2020 року воєводські адміністративні суди в Ґливицях та Радомі постановили, що «зони, вільні від ідеології ЛГБТ», створені місцевою владою в гмінах Істебна та Кльвув відповідно, є недійсними, підкресливши, що вони порушують конституцію та є дискримінаційними щодо членів ЛГБТ-спільноти, яка проживає в цих гмінах.
З липня 2020 року Європейський Союз відмовляє у фінансуванні зі структурних фондів і Фонду згуртованості муніципалітетам, які прийняли декларації про «вільність від ЛГБТ», що порушує Хартію ЄС про основні права. Польща є єдиною державою-членом, яка відмовилася від Хартії основних прав, яку вона підписала після вступу до ЄС у 2004 році. Крім того, кілька європейських міст- побратимів заморозили свої партнерські відносини з цими польськими муніципалітетами. Через порушення ними європейського права, зокрема статті 2 Договору про Європейський Союз, ці зони вважаються частиною польської кризи верховенства права.

## Історія

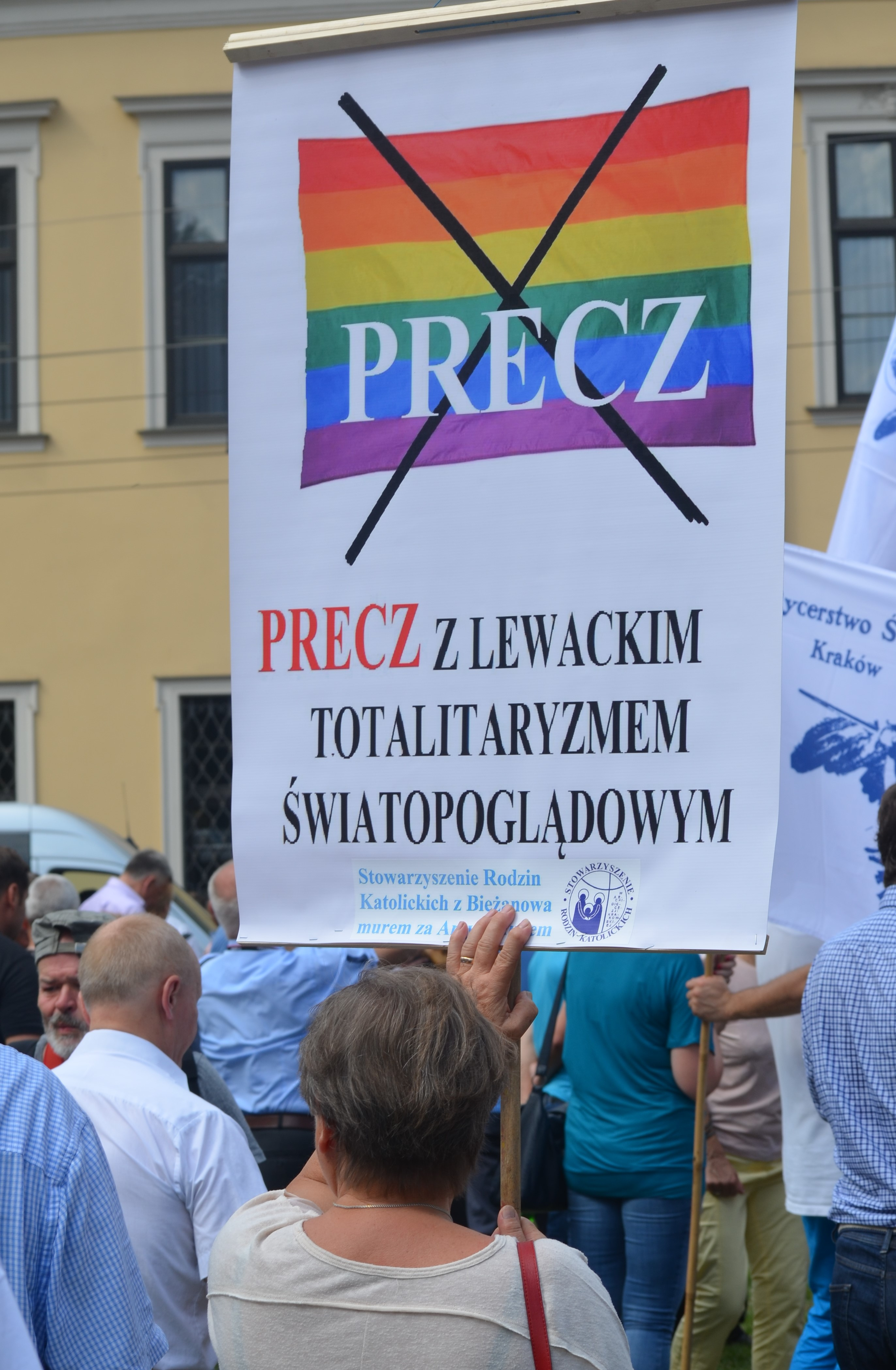
Протест у серпні 2019 року на підтримку заяв архієпископа Марека Єдрашевського щодо ЛГБТ. Напис: «Геть ([вниз]) з лівим ідеологічним тоталітаризмом», precz (іди геть) також є на перекресленому гей-прапорі

У лютому 2019 року ліберальний мер Варшави Рафал Тшасковський підписав декларацію про підтримку прав ЛГБТ і оголосив про свій намір слідувати вказівкам Всесвітньої організації охорони здоров'я та інтегрувати питання ЛГБТ у програму статевого виховання варшавської шкільної системи. Політики партії «Права і справедливості» (PiS) заперечували проти програми, заявивши, що вона призведе до сексуалізації дітей. Лідер партії PiS Ярослав Качинський відреагував на цю заяву, назвавши права ЛГБТ «імпортом», який загрожує Польщі.
За даними The Daily Telegraph, декларація «розлютила» консервативних політиків і консервативні ЗМІ в Польщі, декларації про «зону, вільну від ЛГБТ» з'явилися як реакція на Варшавську декларацію. Британська газета далі стверджує, що консервативна політична верхівка держави боїться ліберального переходу, який може послабити владу Католицької Церкви в Польщі, як перехід навколо Ірландської Церкви. Зменшення відвідування церкви, зростання секуляризації та скандали з сексуальним насильством чинили тиск на консервативну позицію.
За два тижні до виборів до Європейського парламенту 2019 року в Інтернеті вийшов документальний фільм про сексуальне насильство над дітьми в Церкві. Очікувалося, що це завдасть шкоди партії ПіС, яка підтримує Церкву, на що відповів лідер ПіС Качинський, гаряче висловлюючись про польську націю та дітей як про те, що вони «зазнають нападу девіантних іноземних ідей», що спонукало консервативних виборців об'єднатися навколо ПіС. За словами вченої-феміністки Агнешки Графф, «напад на ЛГБТ був спровокований [Варшавською] декларацією, але це був лише бажаний привід», оскільки PiS прагнув зацікавити традиційну демографію сільської місцевості та потребував цапа відпущення, щоб замінити мігрантів.
Напередодні парламентських виборів у Польщі 13 жовтня 2019 року партія «Право і справедливість» зосередилася на протидії «ідеології ЛГБТ». У 2019 році партія засудила заяву мера Варшави про ЛГБТК як «напад на сім'ю та дітей» і заявив, що ЛГБТК є «імпортованою» ідеологією.
У серпні 2019 року архієпископ Кракова Марек Єдрашевський у проповіді на честь Варшавського повстання сказав, що «ідеологія ЛГБТ» схожа на «райдужну чуму». Незабаром після цього драг-квін зімітувала вбивство Єдрашевського на сцені, викликавши суперечки.

## Декларації
Деякі польські гміни (муніципалітети), повіти (повіти) і воєводства (провінції), які оголосили себе вільними від «ідеології ЛГБТ» у відповідь на Варшаву, ухвалили резолюції проти ЛГБТ Незважаючи на те, що вони не можуть бути виконані, активісти кажуть, що оголошені зони представляють собою спроби виключити ЛГБТ-спільноту і назвали декларації «заявою про те, що певний тип людей там не бажаний».
Два документи, оголошені муніципалітетами, були «Хартія прав сім'ї місцевого самоврядування» та «Резолюція проти ідеології ЛГБТ». Обидва ці документи були названі в ЗМІ «деклараціями зон, вільних від ЛГБТ», але жоден із них насправді не містить заяви про недопущення ЛГБТ до будь-якої території, діяльності чи прав. «Хартія прав сім'ї» зосереджена на сімейних цінностях у соціальній політиці та лише опосередковано посилається на права ЛГБТ, наприклад, шляхом визначення шлюбу як стосунків «між чоловіком і жінкою». «Резолюція проти ідеології ЛГБТ» не звертається до ЛГБТ-людей, але проголошує неприйняття «ідеології ЛГБТ-руху» та запровадження статевого виховання відповідно до освітніх стандартів ВООЗ і засуджує політкоректність. Інтерактивна карта Польщі, на якій позначені всі муніципалітети, які прийняли одну або обидві ці резолюції, з посиланнями на їхні оригінальні тексти, доступна в Інтернеті під назвою «Атлас ненависті».
Станом на лютий 2020 року органи місцевого самоврядування, які контролюють третину території Польщі, офіційно оголосили себе "проти «ідеології ЛГБТ» або прийняли «просімейні» хартії, зобов'язавшись утримуватися від заохочення толерантності та фінансування неурядових організацій, що працюють на захист прав ЛГБТ.

### Воєводства (провінції)
1. Люблінське воєводство,[47] скасовано владою воєводства 27 вересня 2021[48]
2. Малопольське воєводство[10] скасовано владою воєводства 27 вересня 2021[49]
3. Підкарпатське воєводство,[50] скасовано владою воєводства 27 вересня 2021[51]
4. Свєнтокшиське воєводство, скасовано владою воєводства 22 вересня 2021 р.[52]
5. Лодзьке воєводство[53]

### Повіти
1. Білостоцький повіт[54]
2. Бельський повіт[55]
3. Велюнський повіт[56]
4. Влощовський повіт[57]
5. Замойський повіт[58]
6. Дембицький повіт[59]
7. Келецький повіт[60]
8. Кольбушовський повіт[61]
9. Красноставський повіт[62]
10. Красницький повіт[63]
11. Ліський повіт[64]
12. Лімановський повіт[65]
13. Любачівський повіт[66]
14. Люблінський повіт[67]
15. Ланьцутський повіт[68]
16. Ловицький повіт[69]
17. Луківський повіт[70]
18. Мелецький повіт[71]
19. Новоторзький повіт[72]
20. Опочинський повіт[73]
21. Пшасниський повіт[74]
22. Пшисуський повіт[75]
23. Пулавський повіт[76]
24. Радомський повіт[77]
25. Радинський повіт[78]
26. Равський повіт[79]
27. Рицький повіт[80]
28. Штумський повіт[81]
29. Свідницький повіт[82]
30. Тарнівський повіт[83]
31. Татранський повіт[84]
32. Томашовський повіт[85]
33. Ярославський повіт[86]

### Гміни (муніципалітети)

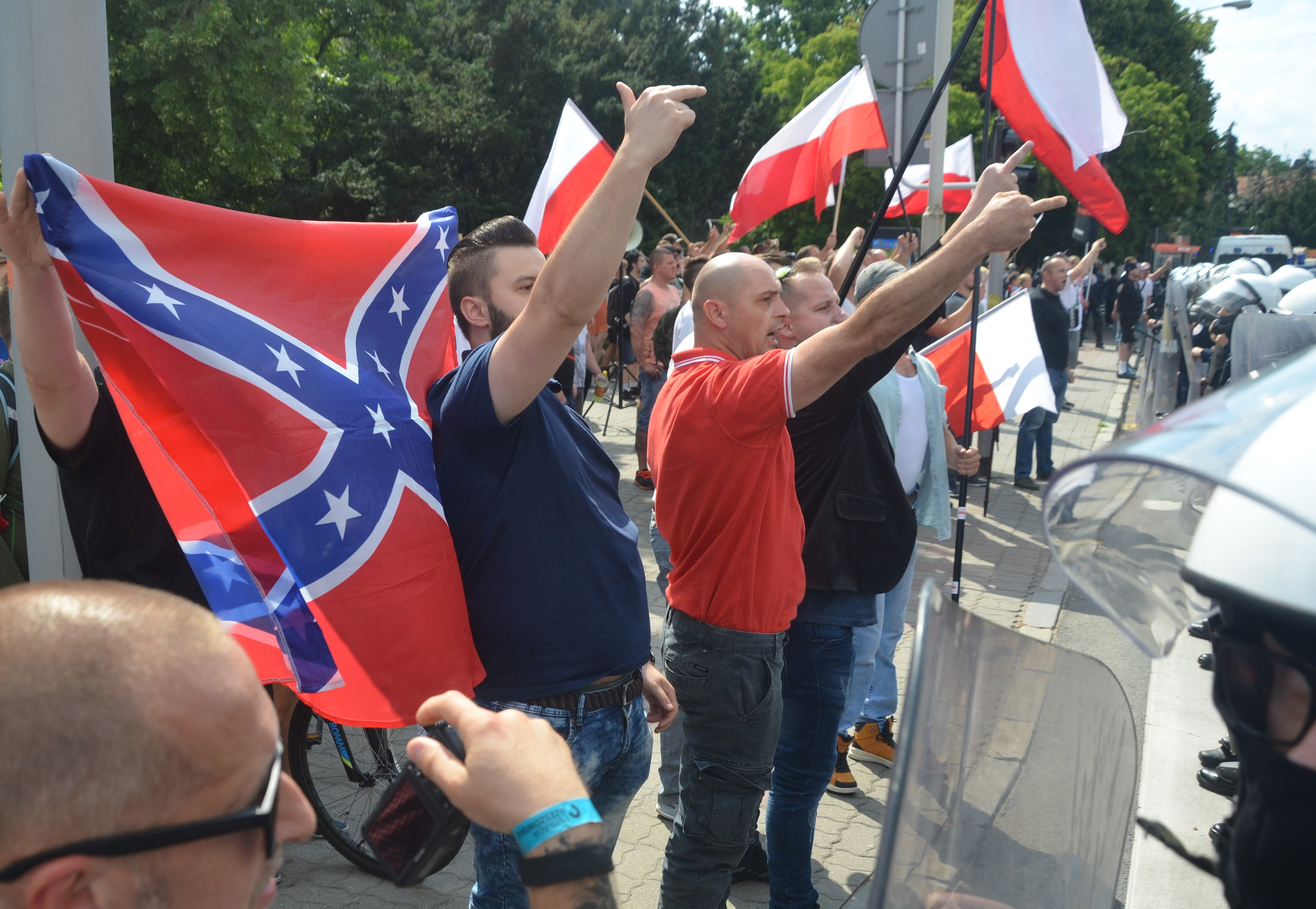
Націоналісти виступають проти Маршу рівності в Жешуві, тримаючи бойовий прапор Конфедерації

1. Громник[87]
2. Істебна,[88] постанову суду скасовано, в апеляційному порядку постанову залишено без змін
3. Йорданув[89]
4. Кльнув,[90] скасовано рішенням суду, рішення залишено в силі в апеляційному порядку
5. Красник,[91] відкликана міською радою у квітні 2021 року[92]
6. Липинки[93]
7. Лососина Дольна[94]
8. Небилець[95]
9. Осієк, скасовано ухвалою суду, в апеляційному порядку постанову залишено без змін
10. Серники,[96] постанову суду скасовано,[97][98] ухвалу залишено без змін в апеляційному порядку.
11. Сзержини[99]
12. Тшебешув[100]
13. Тухув[101] відкликано міською радою в жовтні 2021 року.[102]
14. Tuszów Narodowy[103]
15. Ужендув[104]
16. Закжувек[105]
17. Скерневіце[106]
18. Радзехови-Вепш, скасований у жовтні 2020 року воєводою Сілезького воєводства[107]

У Жешуві після того, як ЛГБТ-активісти подали заявку на проведення маршу рівності за права геїв у червні 2019 року, радники PiS підготували резолюцію, щоб зробити Жешув «зоною, вільною від ЛГБТ», а також заборонити сам захід. Близько 29 запитів на контрдемонстрації надійшли до мерії, що змусило мера Тадеуша Ференца, представника опозиційного Альянсу демократичних лівих, заборонити марш через міркування безпеки. Коли заборону було скасовано рішенням суду, радники PiS висунули резолюцію, яка забороняє «ідеологію ЛГБТ», яку було відхилено двома голосами.
Після бурхливих подій під час першого Білостоцького маршу рівності та наклейок Gazeta Polska 23 липня 2019 року в Гданську відбулася демонстрація толерантності під гаслом «зона, вільна від зон» (пол. Strefa wolna od stref). У Щецині демонстрація під гаслом «Зона, вільна від ненависті» (пол. Strefa wolna od nienawiści), і в Лодзі ліві політики роздавали наклейки «зона, вільна від ненависті».